# Lê Văn Khôi
Lê Văn Khôi (黎文𠐤), mort en 1834, est le fils adoptif du vice-roi de Cochinchine, Lê Văn Duyệt (1763-1832). Il fut à la tête d'une rébellion contre le pouvoir central de l'empereur d'Annam, Minh Mang, qui voulait supprimer toute autonomie à la Cochinchine.

## Biographie
À la mort de son père adoptif, des mandarins et la haute administration sont dépêchés à Saïgon pour supprimer la vice-royauté de Cochinchine et toute velléité d'autonomie. Des procès ont lieu qui se terminent par l'exécution de plusieurs membres de la parenté du vice-roi défunt. Pour bien signifier la fin d'une époque, les fonctionnaires impériaux profanent la tombe de Lê Văn Duyệt accusé de corruption de manière posthume. Son fils adoptif est emprisonné, mais il parvient à s'échapper le 10 mai 1833. Il est rejoint par une foule de rebelles voulant en finir avec la dynastie des Nguyễn.
Khôi s'enferme dans l'immense citadelle de Saïgon qui est assiégée ensuite par les soldats de l'empereur d'Annam et demande le secours du roi de Siam qui avaient des prétentions sur le Cambodge et certaines parties de la Conchinchine peuplées de Thaïs. Khôi meurt en décembre 1834 pendant le siège et son fils du huit ans, Lê Văn Cù, lui succède.
La citadelle tombe le 8 septembre 1835 et Lê Văn Cù est écartelé. Le missionnaire français, Joseph Marchand mep, qui avait été fait prisonnier par les rebelles, est emmené par les soldats annamites pour être interrogé et meurt deux mois plus tard après avoir reçu le supplice des cent plaies.